# Snowboard ai I Giochi olimpici giovanili invernali - Halfpipe femminile
La gara dell'halfpipe ragazze di snowboard ai I Giochi olimpici giovanili invernali di Innsbruck 2012 si è tenuta sulla pista di Kühtai il 14 e 15 gennaio. Hanno preso parte a questa gara 17 atlete in rappresentanza di 14 nazioni.

## Risultato

### Qualificazioni
| Pos. | Pett. | Atleta                    | Nazione     | punteggio 1ª manche | punteggio 2ª manche | Miglior punteggio | Note |
| ---- | ----- | ------------------------- | ----------- | ------------------- | ------------------- | ----------------- | ---- |
| 1    | 6     | Arielle Gold              | Stati Uniti | 88.50               | 27.00               | 88.50             | QF   |
| 2    | 1     | Hikaru Ohe                | Giappone    | 82.00               | 78.00               | 82.00             | QF   |
| 3    | 2     | Lucile Lefevre            | Francia     | 70.75               | 75.75               | 75.75             | QF   |
| 4    | 8     | Alexandra Fitch           | Australia   | 61.25               | 67.00               | 67.00             | QS   |
| 5    | 16    | Quincy Korte-King         | Canada      | 57.00               | 59.00               | 59.00             | QS   |
| 6    | 11    | Maria Delfina Maiocco     | Italia      | 28.50               | 58.25               | 58.25             | QS   |
| 7    | 17    | Audrey McManiman          | Canada      | 51.50               | 37.00               | 51.50             | QS   |
| 8    | 12    | Indigo Monk               | Stati Uniti | 45.00               | 46.75               | 46.75             | QS   |
| 9    | 14    | Diana Augustinova         | Rep. Ceca   | 41.00               | 43.25               | 43.25             | QS   |
| 10   | 7     | Celia Petrig              | Svizzera    | 31.50               | 41.75               | 41.75             |      |
| 11   | 4     | Sara Eguibar              | Spagna      | 35.50               | 31.25               | 35.50             |      |
| 12   | 10    | Emma Kanko                | Finlandia   | 16.00               | 26.00               | 26.00             |      |
| 13   | 13    | Hanna Ehtonen             | Finlandia   | 18.75               | 21.75               | 21.75             |      |
| 14   | 15    | Maeva Estevez             | Andorra     | 15.00               | 11.75               | 15.00             |      |
| 15   | 3     | Johanna Elisabeth Sternat | Austria     | 10.25               | DNS                 | 10.25             |      |
| 16   | 5     | Paulina Berislavic        | Croazia     | 8.75                | 5.75                | 8.75              |      |
| DNS  | 9     | Ekaterina Prusakova       | Russia      | DNS                 | DNS                 | DNS               |      |

### Semifinale
| Pos. | Pett. | Atleta                | Nazione     | punteggio 1ª manche | punteggio 2ª manche | Miglior punteggio | Note |
| ---- | ----- | --------------------- | ----------- | ------------------- | ------------------- | ----------------- | ---- |
| 1    | 8     | Alexandra Fitch       | Australia   | 82.00               | 87.50               | 87.50             | QF   |
| 2    | 11    | Maria Delfina Maiocco | Italia      | 74.25               | 83.75               | 83.75             | QF   |
| 3    | 16    | Quincy Korte-King     | Canada      | 48.25               | 71.75               | 71.75             | QF   |
| 4    | 17    | Audrey McManiman      | Canada      | 64.25               | 34.00               | 64.25             |      |
| 5    | 12    | Indigo Monk           | Stati Uniti | 59.25               | 54.50               | 59.25             |      |
| 6    | 14    | Diana Augustinova     | Rep. Ceca   | 47.75               | 43.75               | 47.75             |      |

### Finale
| Pos. | Pett. | Atleta                | Nazione     | punteggio 1ª manche | punteggio 2ª manche | Miglior punteggio |
| ---- | ----- | --------------------- | ----------- | ------------------- | ------------------- | ----------------- |
|      | 1     | Hikaru Ohe            | Giappone    | 95.75               | 96.25               | 96.25             |
|      | 6     | Arielle Gold          | Stati Uniti | 90.00               | 86.50               | 90.00             |
|      | 2     | Lucile Lefevre        | Francia     | 82.25               | 29.75               | 82.25             |
| 4    | 8     | Alexandra Fitch       | Australia   | 75.25               | 60.75               | 75.25             |
| 5    | 16    | Quincy Korte-King     | Canada      | 61.25               | 69.75               | 69.75             |
| 6    | 11    | Maria Delfina Maiocco | Italia      | 69.00               | 44.25               | 69.00             |

Legenda:
- Pos. = posizione
- Pett. = pettorale
- QS = qualificata per la semifinale
- QF = qualificata per la finale
- DNS = non partita